# Bhimpur, Aland
Bhimpur là một làng thuộc tehsil Aland, huyện Gulbarga, bang Karnataka, Ấn Độ.